# Burksiella subannulata
Burksiella subannulata är en stekelart som beskrevs av De Santis 1957. Burksiella subannulata ingår i släktet Burksiella och familjen hårstrimsteklar. Inga underarter finns listade.